# Агентство по противоракетной обороне США
Агентство по противоракетной обороне (англ. Missile Defense Agency) отвечает за разработку нескольких систем противоракетной обороны (ПРО), включая комплексы Patriot PAC-3, систему противоракетной обороны «Иджис», противоракетный комплекс подвижного наземного базирования для высотного заатмосферного перехвата THAAD и наземную систему защиты на средней дистанции Ground-Based Midcourse Defense (GBMD). Агентство также продолжает финансировать фундаментальные исследования в области физики элементарных частиц, суперкомпьютеров, современных материалов и многих других научных и инженерных дисциплин.
В 2002 году, в результате упразднения Организации противоракетной обороны, президент США Джордж Буш младший объявил о создании агентства по противоракетной обороне. 
По состоянию на сегодняшний день агентство работало на объектах в Германии, Румынии, Польше, Японии, Катаре, Саудовской Аравии и Объединённых Арабских Эмиратах.
В 2020 году начали распространяться слухи о передаче полномочий агентства по противоракетной обороне одной из структур Пентагона либо о полное расформирование структуры из-за ряда провалов в модернизации национальной системы ПРО, в том числе отмены программы по разработке перехватчика нового поколения (RKV), а также срывов сроков строительства базы ПРО США «ИджисЭшор» в польском Редзиково.
Бюджет агентства (2019) — 10,5 млрд долларов (примерно вдвое меньше бюджета НАСА).